# Christian Concilio
Christian Concilio (* 14. September 1965 in Hamburg) ist ein deutscher Schauspieler und Regisseur.

## Leben
Christian Concilio wuchs als Sohn eines italienischen Schneiders und einer deutschen Kindergärtnerin in Hamburg-Langenfelde auf. Nach seiner Schauspielausbildung von 1989 bis 1993 an der Otto-Falckenberg-Schule in München  begann er seine Laufbahn an verschiedenen Theatern in der Schweiz und in Deutschland. Der Schauspieler tritt regelmäßig in deutschen Kino- und Fernsehfilmen auf und ist außerdem als Theaterregisseur tätig. 
2015 war Concilio künstlerischer Leiter eines Theaterprojektes zum Thema Kindersoldaten. Beasts wurde unter Mitwirkung des ehemaligen Kindersoldaten und Autors Günter Lucks im Medienbunker Hamburg aufgeführt und von mehreren Stiftungen und Fonds gefördert.
Concilio hat einen Sohn und lebt in Hamburg.

## Filmografie (Auswahl)
- 1995: Gegen den Wind
- 1999: Die Pfefferkörner
- 1999: Donna Leon – Vendetta
- 1999–2000: Adelheid und ihre Mörder (7 Folgen)
- 2004: Die schöne Braut in Schwarz
- 2004: Tatort – Verlorene Töchter
- 2005: girl friends – Freundschaft mit Herz
- 2005: Einsatz in Hamburg – Superzahl: Mord
- 2007: 4 gegen Z
- 2007: Familie Dr. Kleist
- 2009: Dutschke
- 2009: Bella Block: Vorsehung
- 2009: Woran dein Herz hängt
- 2010: Unkraut im Paradies
- 2011: Hubert und Staller – Floßfahrt ohne Wiederkehr
- 2011: Rubbeldiekatz
- 2013: Si-o-se Pol – Die letzten Tage des Parvis K.
- 2013: Als meine Frau mein Chef wurde … (Regie: Matthias Steurer)
- 2013: Kleine Schiffe
- 2014: Immer wieder anders
- 2014: Vier kriegen ein Kind
- 2015: Zweimal lebenslänglich
- 2017: Alles was zählt
- 2017: Rote Rosen
- 2017: Tian – Das Geheimnis der Schmuckstraße

## Theaterrollen (Auswahl)
- Sir Mordred (Merlin, Dorst), 1993, Stadttheater St. Gallen[2]
- Toffolo (Krach in Chiozza, Goldoni), 1995, Stadttheater St. Gallen[2]
- Narr (Was ihr wollt, Shakespeare), 1997, Sommertheater Tübingen[2]
- Sosias (Amphitryon, Moliere), 1998, Zimmertheater Tübingen[2]
- Mephisto (Faust, J. W. Goethe), 1999, Sommertheater Tübingen[2]
- Dentist (Der einäugige Karpfen, Kenzaburo Oe/Chotjewitz), 2000, monsun Theater Hamburg[3]
- Ottavio (Liebe, List, Leidenschaft, Wedekind), 2005, Tourneetheater[2]
- Herzog Bruno (Woher der Wind weht, Schönsee), 2006, Eulenspiegel Festival Mölln[2]
- Casell, Labisse (Victor und Victoria, Grote) 2009, Altonaer Theater, Hamburg[2]
- Arlecchristiano (Die Reise – Il Viaggio) 2017, Centro Sardo, Hamburg

## Regiearbeiten Theater (Auswahl)
- Das Interview von Theo van Gogh, Bühnenstudio Hamburg, 2014[4]
- Gotham City 1 – Eine Stadt sucht ihren Helden (Kricheldorf), Bühnenstudio und Sprechwerk Hamburg, 2015[4]
- "Beasts" Kindersoldaten, Medienbunker Hamburg, 2015[5][6][7]
- Die Reise – Il Viaggio 2017, Centro Sardo, Hamburg